# رونه بيدرسون
روني بيدرسون، حكم كرة قدم نرويجي دولي.
و قد حكم في كأس الخليج 2002، وقد أدار مباراة منتخب الكويت لكرة القدم ومنتخب البحرين لكرة القدم في 22 يناير 2002.